# Transductor p-subsecuencial adelantado
Un Transductor p-subsecuencial adelantado es un transductor p-subsecuencial con la salida asignada a los arcos de forma que se produzca tan pronto como sea posible.
Una transducción {\displaystyle \tau :E\rightarrow 2^{\Gamma ^{*}}} que asigna a cada cadena de caracteres en {\displaystyle E\subseteq \Sigma ^{*}} un conjunto de cadenas de caracteres en {\displaystyle \Gamma ^{*}} es {\displaystyle p}-subsecuencial adelantada
si existe una transducción secuencial {\displaystyle \eta } que:
{\displaystyle \tau (w)=\eta (w)S(w)\;\forall w\in E,\;|S(w)|\leq p}
donde:
- {\displaystyle S(w)\in 2^{\Gamma ^{*}}} es el conjunto de como máximo {\displaystyle p} colas (sufijos), con

{\displaystyle \mu _{0}=\mathrm {LCP} (\tau (E))}
{\displaystyle \zeta (w,\sigma )=[\mathrm {LCP} (\tau (ww^{-1}E))]^{-1}[\mathrm {LCP} (\tau ((w\sigma )(w\sigma )^{-1}E))]}
{\displaystyle S(w)=[\mathrm {LCP} (\tau (ww^{-1}E))]^{-1}\tau (w)}
donde:
- LCP (longest common prefix) es el prefijo común más largo
- {\displaystyle ww^{-1}E=\{x\in E\;:\;w\in \mathrm {Pr} (x)\}}
- {\displaystyle (w\sigma )(w\sigma )^{-1}E=\{x\in E\;:\;w\sigma \in \mathrm {Pr} (x)\}}.

Cada vez que un símbolo {\displaystyle \sigma } se lee, la función {\displaystyle \zeta (w,\sigma )} añade el sufijo más largo posible a {\displaystyle \eta (w)} para formar {\displaystyle \eta (w\sigma )}, el prefijo actual de salida; finalmente, {\displaystyle \tau (w)} se calcula concatenando el resultado de la transducción secuencial {\displaystyle \eta } con el conjunto de como máximo {\displaystyle p} sufijos {\displaystyle S(w)}
Por lo que se puede observar que las transducciones secuenciales son un caso especial de las transducciones {\displaystyle p} subsecuenciales: con {\displaystyle p=1} y {\displaystyle S(w)={\varepsilon }\;\forall w\in E}.